# Mordella plurinotata
Mordella plurinotata es una especie de Coleoptera de la Familia Mordellidae, que forma parte de la Superfamilia Tenebrionoidea. Fue descubierto en 1853.

## Distribución geográfica
Habita en la isla de Ceram (Indonesia).